# Мікеле Массімо Тарантіні
Міке́ле Ма́ссімо Таранті́ні (нар. 7 серпня 1942, Рим, Італія) — італійський кінорежисер та сценарист, що працював в основному у жанрах італійської еротичної комедії та джалло.

## Біографія
Мікеле народився у місті Римі. З молодого віку почав працювати у телестудії «Dania Cinematografica», де займав різні посади — секретар, сценограф, монтажер, помічник у режисерів Серджіо Мартіно, Джуліано Карнімео, Нандо Ціцеро та Маріано Лауренті.
Дебют Тарантіні відбувся 1973 року фільмом у жанрі кримінального джалло «Sette ore di violenza per una soluzione imprevista», але комерційного успіху йому принесла картина 1975 року у жанрі італійської еротичної комедії «La liceale», з якого почалась кар'єра Глорії Гвіди. Від того часу Мікеле Массімо Тарантіні став найвідомішим режисером у цьому жанрі. Деякі фільми виходили від псевдонімом Michael E. Lemick.
1983 року режисер переїхав до Бразилії, де знімав малобюджетні фільми, але не полишав свої улюблені жанри.
2001 року він повернувся до Італії.

## Фільмографія

### Як режисер
- Sette ore di violenza per una soluzione imprevista (1973)
- Ліцеїстка (1975)
- Поліцейська робить кар'єру (1976)
- Poliziotti violenti (1976)
- La professoressa di scienze naturali (1976, як Michael E. Lemick)
- Таксистка (1977)
- Napoli si ribella (1977)
- Stringimi forte papà (1978, як Michael E. Lemick)
- Учителька додому (1978)
- Brillantina rock (1979)
- Поліцейська у відділку моралі (1979)
- Tre sotto il lenzuolo (1979, як Michael E. Lemick)
- Усім класом на море (1980)
- Лікарка і полковник (1980)
- Una moglie, due amici, quattro amanti (1980, як Michael E. Lemick)
- Gay Salomé (1980)
- Голодна дружина та гарячий коханець (1981)
- Поліцейська у Нью-Йорку (1981)
- Лікарка надає перевагу морякам (1981, як Michael E. Lemick)
- Crema, cioccolata e pa… prika (1981, як Michael E. Lemick)
- Quella peste di Pierina (1982, як Michael E. Lemick)
- Giovani, belle… probabilmente ricche (1982, як Michael E. Lemick)
- Sangraal, la spada di fuoco (1982, як Michael E. Lemick)
- Femmine in fuga (1984, як Michael E. Lemick)
- Nudo e selvaggio (1985, як Michael E. Lemick)
- Italiani a Rio (1987)
- O Diabo na Cama (1988)
- La via della droga (1989, як Michael E. Lemick)
- Attrazione selvaggia (1991)
- Se lo fai sono guai (2001)
- Il cacciatore di uomini (2009, як Michael E. Lemick)

### Як помічник режисера
- Una nuvola di polvere... un grido di morte... arriva Sartana (1970, як Michael E. Lemick)
- L'uomo più velenoso del cobra (1971)
- Uomo avvisato mezzo ammazzato... Parola di Spirito Santo (1972)
- Perché quelle strane gocce di sangue sul corpo di Jennifer? (1972)
- Quel gran pezzo della Ubalda tutta nuda e tutta calda (1972)
- I corpi presentano tracce di violenza carnale (1973, як Michael E. Lemick)
- Giovannona Coscialunga disonorata con onore (1973)
- Cugini carnali (1974, як Michael E. Lemick)
- Учителька (1975, як Michael E. Lemick)
- Morte sospetta di una minorenne (1975, як Michael E. Lemick)

### Як сценарист
- Der Kleine Schwarze mit dem roten Hut (1975)
- Ліцеїстка (1975)
- Поліцейська робить кар'єру (1976)
- Poliziotti violenti (1976)
- La professoressa di scienze naturali (1976)
- Taxi Girl (1977)
- Napoli si ribella (1977, як Michael E. Lemick)
- Stringimi forte papà (1977)
- Відмінниця та другорічники (1978)
- Учителька додому (1978)
- Brillantina Rock (1979)
- Поліцейська у відділку моралі (1979)
- Tre sotto il lenzuolo (1979, як Michael E. Lemick)
- Усім класом на море (1980)
- La moglie in vacanza… l'amante in città (1980)
- Лікарка і полковник (1980)
- Una moglie, due amici, quattro amanti (1980)
- La moglie in bianco… l'amante al pepe (1981)
- Поліцейська у Нью-Йорку (1981)
- Crema cioccolato e pa…prika (1981)
- Giovani, belle… probabilmente ricche (1982, як Michael E. Lemick)
- Sangraal, la spada di fuoco (1982)
- Femmine in fuga (1984)
- Nudo e selvaggio (1985, як Michael E. Lemick)
- Italiani a Rio (1987)
- La via della droga (1989, як Michael E. Lemick)
- Turbo (2000)
- Se lo fai sono guai (2001)
- The Torturer (2005)
- Il cacciatore di uomini (2009, як Michael E. Lemick)

### Як монтажер
- America così nuda, così violenta (1970, документальний фільм)
- Arizona si scatenò… e li fece fuori tutti! (1970)
- Le tue mani sul mio corpo (1970)
- Abre tu fosa amigo… llega Sabata (1971)
- Nudo e selvaggio (1985, як Michael E. Lemick)

### Як артдиректор
- Tu fosa será la exacta… amigo (1972)
- Demoni 3 (1991, як Michael E. Lemick)
- Caccia allo scorpione d'oro (1991, як Michael E. Lemick)

### Як актор
- Відмінниця та другорічники (1978)